# Chun-Li
Pour la chanson de Nicki Minaj, voir Chun-Li (chanson de Nicki Minaj).
Chun-Li (chinois : 春麗 ; pinyin : chūn lì ; Beauté printanière) est un personnage de fiction issu de la franchise Street Fighter, de Capcom.
Première femme de la franchise et apparue dans le second opus de la franchise, Street Fighter II: The World Warrior, sorti en 1991 sur borne d'arcade, Chun-Li a révolutionné le concept de personnage féminin dans les jeux vidéo : elle est souvent considérée comme la première à avoir un rôle « fort » dans un jeu d'action, au lieu d'être une simple « demoiselle en détresse » à délivrer, comme c'était souvent le cas auparavant,.

## Biographie fictive
Chun-Li est née en république populaire de Chine le 1er mars 1968, et est la fille de Maître Li Laotsin. Elle débute les arts martiaux à l'âge de 5 ans, après avoir été impressionnée par un film de Bruce Lee. Insatisfaite par sa première discipline, le Tai Chi, Chun-Li recherche la grace des opéras classiques chinois. Son père, qui enseignait à l'école de Datong, une petite ville située au nord-ouest de Pékin, lui enseigne dans un premier temps le Hongquan ainsi que des techniques de Wushu (sanda). Grâce à cette éducation, les aptitudes martiales de Chun-Li se développent rapidement. S'imprègnant du style de son père, reconnu pour ses coups de pied, la chinoise développe son propre style en s'inspirant de la capoeira, le karaté et le taekwondo. À l'âge de 18 ans, elle devient détective, puis agent des brigades stupéfiantes au sein de l'ICPO (Organisation internationale de police criminelle) plus connue sous le nom d'Interpol. Elle enquête alors sur Shadaloo, une organisation criminelle dirigée par le mystérieux M. Bison, qu'elle croit responsable du meurtre de son père. Elle devient alors la « brebis galeuse de l'ICPO », occupant le rôle d'investigatrice anti-Shadaloo, qui entre-temps introduit ses pions parmi les dirigeants d'Interpol. Chun-Li découvre alors que les scientifiques de Shadaloo sont parvenus à créer un nouveau corps pour le dictateur, qui reprit d'emblée sa quête de contrôle du monde. Elle prend donc logiquement part au second tournoi, World Warrior, organisé par Bison lui-même, dans l'espoir de venger son père.
Dans les comics de la série, Charlie Nash, le meilleur ami de Guile, a été chargé par l'U.S. Air Force de retrouver le père de Chun-Li. Hélas, l'américain a été assassiné par Cammy White, alors sous le contrôle de Bison à l'instar des autres dolls. Nash n'a rien pu faire pour le sauver, étant alors aux prises avec le tyran. La jeune chinoise retrouve la meurtrière, qui travaille pour le MI6, puis engage un combat avec elle, sans que celle-ci ne comprenne pourquoi. Lorsque Chun-Li l'accuse d'être l'assassin de son père, la jeune britannique s'excuse envers Chun-Li en larmes, lui avouant avoir agi sous l'emprise du Psycho Drive, le système de contrôle mental de Bison.
Plus tard, Chun-Li autorise Cammy à rendre hommage à son père, puis les deux femmes finissent par devenir amies.

## Conception

### Description et caractéristiques

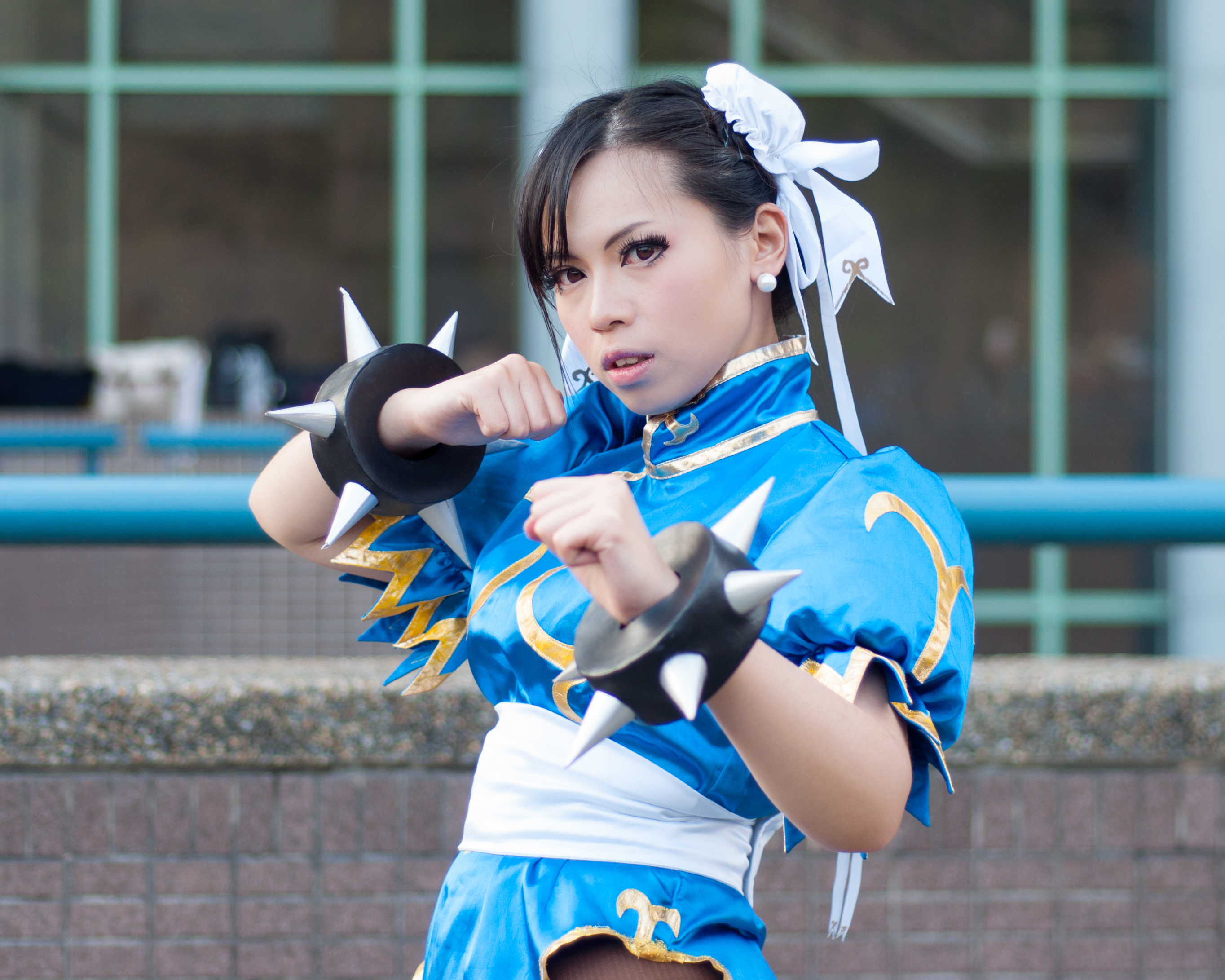
Cosplay de Chun-Li.

L' habit classique de Chun-Li est une qipao bleue modifiée pour ne pas limiter ses mouvements. La chinoise porte également des bottes blanches, des collants bruns, des bracelets noirs à piques et des rubans blancs dans ses cheveux, noués en chignons. La seule exception à cette règle se trouve dans la série des Street Fighter Alpha, où elle arbore un costume plus « sportif », sous la forme d'un unitard moulant bleu et des baskets de sport (un code dans Street Fighter Alpha 2  permet au joueur de sélectionner Chun-Li dans son emblématique qipao).
Selon des documents supplémentaires, Chun-Li porte le qipao en l'honneur de sa mère, décédée durant sa petite enfance. Une photo la montre portant un qipao semblable à celui de sa fille.

### Style de jeu et développement

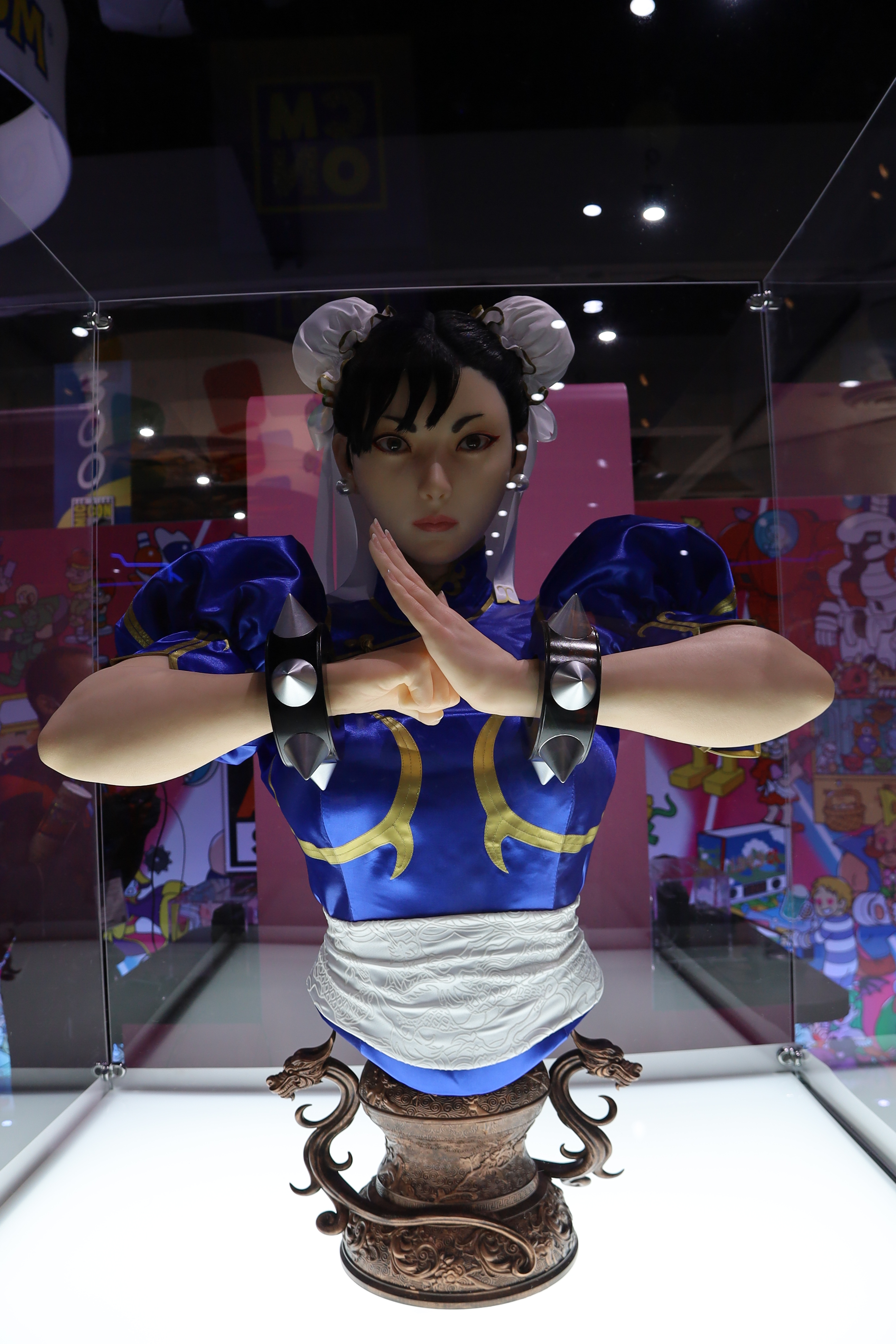
Statuette représentant Chun-Li.

Akira Nishitani, designer de Capcom, raconte la création du personnage : « Auparavant, il n'y avait pas de femmes dans les jeux de combat. Dans le cas de Chun-Li, je voulais une femme dans le jeu. J'ai déterminé quelles seraient ses capacités de combat. Puis la Chine est apparue comme une patrie possible ». Chun-Li était à l'origine connue sous le nom de « Chinese Girl » au sein de l'équipe de développement, puis elle reçut le nom « Chung ». Elle a eu un salto arrière lui permettant de faire un petit saut rapide se retrouvant derrière l'adversaire pour l'attaquer. Mais le mouvement a été jugé trop fort lors des tests de localisation et l'équipe de développement l'a retiré du jeu en raison du manque de temps pour le rééquilibrer. 
L'artiste et designer de Capcom Akira Yasuda (Akiman) rappelle qu'ils n'avaient que cinq semaines pour réaliser Chun-Li dans le jeu et qu'il était profondément préoccupé par la qualité de son design et comment elle serait reçue : « Chun-Li a porté un pantalon jusqu'à la toute fin (du développement). Quand nous avons réalisé les sprites, je pensais qu'elle n'avait pas l'air bien, alors je les ai changés en collants à la place ». Yasuda ajoute qu'ils « voulaient que Street Fighter II soit plus divertissant que son prédécesseur. Cela explique aussi comment Chun-Li a vu le jour. Avoir un personnage féminin dans le jeu change complètement la dynamique du jeu, elle illumine toute la palette. Nous avions besoin d'une raison pour qu'elle se batte, et un empire maléfique nous est venu à l'esprit ». Il ajoute également : « Pour être honnête, j'ai passé un peu de temps à m'inquiéter de mettre Chun-Li, l'héroïne, dans un cadre aussi simple. Normalement, on ne voit pas de femmes participer à des tournois mondiaux d'arts martiaux. Rien qu'en l'ajoutant, nous commencions à pousser les choses du côté amusant. Je n'y avais pas pensé à l'époque, mais en y pensant maintenant, à partir du moment où nous avons mis Chun-Li dans le jeu, nous étions déjà en train de pousser les choses vers le côté du divertissement complet ».
Chun-Li est connue pour ses jambes particulièrement musclées, alors que les représentations du reste de son corps sont plus variables. Selon la compositrice de Capcom de l'époque, Yoko Shimomura, les grosses cuisses de Chun-Li, qu'elle trouvait bizarres, sont issues du fétichisme personnel d'Akiman. Première femme de la franchise, Chun-Li est dotée d'un physique relativement fort, à l'instar des personnages masculins.Maîtrisant le kenpō chinois, elle pousse son corps jusqu'aux limites afin de pouvoir rivaliser avec les autres personnages imposants . Chun-li, à l'instar de son rival Vega, est un personnage rapide et l'une des plus agiles dans les airs. Elle est également capable de rebondir sur le côté de l'écran, à l'instar de l'espagnol, pour se sortir d'une situation délicate, ou pour revenir sur son ennemi et lui affliger des coups supplémentaires. Chun-Li apprend le Hien-Shu, un coup de genou sur salto porté à l'arrière du crâne de son adversaire, dans la première mise à jour de Street Fighter II : Champion Edition. Elle est néanmoins le personnage le plus faible physiquement dans The World Warrior.
Le producteur de Capcom de l'époque,  Yoshiki Okamoto,  avait exprimé le souhait de vouloir rendre la barre de vie pour Chun-Li « plus courte que pour les autres personnages parce que les femmes ne sont pas aussi fortes. Mais Nishitani ne voulait pas faire ça. Nous avions tous les deux des raisons légitimes, mais nous nous sommes mis d'accord pour ne pas la raccourcir ».

## Commentaires
Chun-Li est connue comme le premier protagoniste féminin forts et populaire d'un jeu de combat. Avant la sortie de Street Fighter II, la plupart des personnages féminins dans les jeux vidéo étaient des princesses à sauver ou des personnages de soutien (parfois jouables). En dehors des RPG, il y avait très peu d'héroïnes dans les jeux vidéo d'action, et aucun dans les jeux de combat en un contre un. Après le succès exponentiel de SFII, les protagonistes féminins sont devenus de plus en plus fréquents. Depuis lors, dans les jeux avec des personnages sélectionnables, il est généralement possible de sélectioner des personnages féminins.
Le statut de star féminine de Chun-Li est contesté dans Super Street Fighter II: The New Challengers, avec l'apparition de Cammy White. Les deux femmes seront rejointes par Rose (Street Fighter Alpha) Sakura Kasugano (Street Fighter Alpha 2), Mika Nanakawa (Street Fighter Alpha 3) ; et quantité de femmes à partir de Street Fighter III. Chaque opus depuis Street Fighter III a proposé au moins deux nouvelles combattantes féminines.
Chun-Li garde cependant une grande popularité auprès des joueurs, son statut de pionnière lui ayant valu le surnom de « Première Dame des jeux de combat » (« First Lady of Fighting Games »).

## Coups et techniques
Outre sa capacité à rebondir sur le côté de l'écran, Chun-Li possède une variété d'attaques signatures :
- le coup de pied éclair (Lightning Kick), durant lequel elle frappe rapidement son adversaire du pied de haut en bas, infligeant des dégâts importants à son adversaire,
- le coup de pied hélicoptère (Spinning Bird Kick), qui lui permet de traverser l'écran en lévitation, tout en faisant tournoyer ses jambes comme les pâles d'un hélicoptère,
- le coup de genou sur salto (Hienshu), qui lui permet de franchir la garde d'un adversaire en sautant d'un bond au-dessus de lui, le frappant à l'arrière du crâne lors du retour au sol,
- la décharge de Hado (Kiko-Ken) similaire en principe à celles de Ryu et Ken,
- le plaquage au sol mid-air (Ryuseiraku),
- la série de coups de pied sol-air (Tenshokyaku),
- le coup de pied guillotine (Hazansyu), dans lequel Chun-Li effectue un saut périlleux avant et dresse la jambe gauche en avant; la faisant retomber sur son adversaire.

## Apparitions

### Jeux vidéo
- Street Fighter II (1991-2017)
- Street Fighter Alpha (1995)
- Street Fighter: The Movie (1995)
- Street Fighter Alpha 2 (1996)
- Street Fighter EX (1996)
- Super Puzzle Fighter II Turbo (1996)
- X-Men vs. Street Fighter (1996)
- Marvel Super Heroes vs. Street Fighter (1997)
- Pocket Fighter (1997)
- Street Fighter EX2 (1998)
- Marvel vs. Capcom: Clash of Super Heroes (1998)
- Street Fighter Alpha 3 (1998)
- Street Fighter 3rd Strike (1999)
- SNK vs. Capcom: Card Fighter's Clash (1999)
- SNK vs. Capcom: The Match of the Millennium (1999)
- Street Fighter EX 3 (2000)
- Capcom vs. SNK: Millennium Fight 2000 (2000)
- Marvel vs. Capcom 2: New Age of Heroes (2000)
- Capcom vs. SNK: Millennium Fight 2000 Pro (2001)
- Capcom vs. SNK 2 (2001)
- SNK vs. Capcom: Card Fighters 2 Expand Edition (2001)
- SNK vs. Capcom: SVC Chaos (2003)
- Capcom Fighting Jam (2004)
- Namco x Capcom (2005)
- Tatsunoko vs. Capcom (2008)
- Street Fighter IV (2008)
- Marvel vs. Capcom 3: Fate of Two Worlds (2011)
- Street Fighter x Tekken (2012)
- Super Street Fighter IV (2014)
- Street Fighter V (2016)
- Fortnite (apparue depuis le 21 février 2021)
- Brawlhalla (apparue depuis mars 2022)
- Street Fighter 6 (2023)
- Fatal Fury: City of the Wolves (2025)

En invitée :
- Combo Crew[14] (2013)

### Cinéma
Dans Future Cops, film hong-kongais sorti en 1993 et premier long métrage à s'inspirer de l'univers de Street Fighter, le personnage de Chun May, incarné par Chingmy Yau, s'inspire de Chun-Li sans en reprendre le nom faute de droits. La même année, dans une scène du film Niki Larson, c'est Jackie Chan qui se déguise en Chun-Li.
L'actrice américano-chinoise Ming-Na est la première à incarner officiellement Chun-Li au cinéma, dans le film Street Fighter en 1994. Le scénario reste plus ou moins fidèle à la quête de vengeance de Chun-Li envers Bison (Raúl Juliá) et donne lieu au célèbre "Pour moi, c'était un jeudi" du regretté acteur portoricain, mais retire toute mention à Interpol et fait de Chun-Li une reporter, accompagnée d'Edmond Honda en perchman et de Balrog en cameraman.
Kristin Kreuk reprend le rôle quinze ans après dans Street Fighter: Legend of Chun-Li, un film centré sur le personnage. Kreuk, cependant, ne portera cependant pas le Qipao traditionnel de l'agente d'Interpol, le film ne reprenant aucun des costumes colorés de la série vidéoludique officielle.
En 2018, le personnage de Chun-Li apparaît brièvement dans l'univers virtuel du film Ready Player One.